# Non Phixion
Non Phixion (pronunciado non-fixion) fue un grupo de hip hop formado en el año 1995 en Brooklyn, Nueva York, compuesto por cuatro Mcs: Ill Bill, MC Serch, Sabac Red, Goretex y DJ Eclipse en el turntable.

## Biografía
Originalmente el grupo fue formado en 1995 por Ill Bill y MC Serch del grupo 3rd Bass. Lanzaron su primer sencillo, Legacy b/w No Tomorrow, ese mismo año.
En 1997 Mc Serch deja Non-Phixion. Por aquel tiempo Ill Bill fundó Uncle Howie Records y lanzaron un sencillo muy aclamado por la crítica, I Shot Reagan. El grupo trataba temas tales como teorías conspiratorias del gobierno, asesinatos secretos y ocultación de vida extraterrestre.
Después de varios trabajos con las discográficas Matador y Geffen, deciden trabajar con el sello discográfico independiente de Ill Bill, Uncle Howie Records. El 23 de abril de 2002 lanzan su álbum debut The Future Is Now. El 6 de abril de 2004 lanzan The Green CD/DVD, un recopilatoro de canciones y entrevistas raras, conciertos, etc.
En 2004 y 2005, los tres Mcs lanzan álbumes en solitario, todos íntegramente producidos y lanzados bajo el sello Psycho+Logical-Records de Necro (hermano de Ill Bill). El álbum de Goretex fue un trabajo de estilo horrorcore con oscuras bases musicales creadas por Necro, sampleando riffs de guitarras de death metal y películas de terror. El álbum de Ill Bill fue un disco de hip-hop hardcore tradicional, conservando los temas conspiratorios originarios de Non-Phixion. El álbum de Sabac Red fue un disco de temática política, enfocado a controversias tales como la Guerra de Irak.
Una colaboración entre Necro y Non-Phixion al completo llamada Secret Society tenía prevista enero de 2006 como fecha de lanzamiento, pero sufrió numerosos retrasos. Actualmente la fecha de lanzamiento es desconocida. Una mixtape entre los hermanos Ill Bill y Necro titulada Blood Brothers salió en 2006. El grupo planeaba sacar su segundo álbum Nuclear Truth en 2006, pero finalmente su lanzamiento fue cancelado.
Non-Phixion se separaron en julio de 2006. Oficialmente, el grupo se ha disuelto por la carencia de interés mostrada por Goretex. Ill Bill (ahora miembro de la crew recientemente formada La Coka Nostra), Sabac y Dj Eclipse siguen con su carrera musical por separado, con planes para lanzar The Hour of Reprisal (Uncle Howie/Perfect Game/Warner Music Group), The Ritual (Uncle Howie), y Halftime Show DVD (Uncle Howie) en 2007. Goretex ha roto lazos con el grupo, sus planes futuros son desconocidos.

## Discografía
- "Legacy b/w No Tomorrow" (Sencillo) (Serchlite, 1996)
- "5 Boros feat. DV alias Khrist b/w Four W's" (Sencillo) (Serchlite, 1996)
- "5 Boros Remix Feat. DV alias Khrist" (Sencillo) (Serchlite, 1996)
- "I Shot Reagan feat. Necro b/w Refuse To Lose" (Sencillo) (Uncle Howie, 1998)
- "14 Years of Rap feat. Arsonists" (Sencillo) (3-2-1, 1999)
- "Sleepwalkers b/w Thug Tunin" (Sencillo) (Matador/Uncle Howie, 1999)
- "The Past, The Present And The Future Is Now" (LP), (Uncle Howie Records, 2000)
- "Black Helicopters b/w They Got" (Sencillo) ( Matador/Uncle Howie, 2000)
- "The Future Is Now" (LP) (Uncle Howie Records, 2002)
- "The Green CD/DVD"" (LP) (Uncle Howie Records, 2004)
- "Caught Between Worlds b/w We All Bleed" (Sencillo) (Uncle Howie, 2004)
- "Food b/w This Is Not An Exercise" (Sencillo) (Uncle Howie, 2004)
- "The Future Is Now Platinum Edition 2CD" (LP, reedición) (Uncle Howie, 2004)

## Discografías en solitario

### Ill Bill
- "Gangsta Rap b/w How to Kill a Cop" (Sencillo) ( Psycho+Logical, 2000)
- "Who's The Best?" (Sencillo) (Fat Beats, 2000)
- "License 2 ILL" (Sencillo) (Ground Original, 2002)
- "ILL BILL Is The Future" (LP) (Uncle Howie, 2003)
- "Anatomy Of A School Shooting b/w Unstoppable" (Sencillo) (Pyscho+Logical-Records, 2004)
- "ILL BILL & NECRO: Blood Brothers" (Mixtape) (Uncle Howie, Pyscho+Logical-Records, 2006)

### Goretex
- ""Hated b/w New America" (Sencillo) (Imperial, 2002)

### Sabac Red
- ""Sabacolypse (LP) (2004)"

## Colaboraciones
- O.D. feat. ILL BILL & Goretex of Non Phixon "2004" (1999 Audio Research)
- Company Flow feat. ILL BILL of Non Phixion "Simian D" (2000 Def Jux)
- Necro feat. ILL BILL "The Most Sadistic" (2000 Psycho+Logical)
- Necro feat. ILL BILL & Goretex (solo) "Gory Days" LP (2001 Psycho+Logical)
- Troy Dunnit feat. ILL BILL "Let's Go" (2001 Audio Research)
- El-P feat. ILL BILL (solo) "Fantastic Damage" LP (2002 Def Jux)
- The Beatnuts feat. ILL BILL, Problemz - "Yae Yo" (2002 - Landspeed)
- Jedi Mind Tricks feat. ILL BILL, Sabac Red - "The Wolf" (2003 - Babygrande)
- Jedi Mind Tricks feat. Goretex - "Kublai Khan" (2003 - Babygrande)
- Raekwon feat. ILL BILL - "Enemy" (2005)
- Raekwon feat. ILL BILL & Skam2 - "Thousands 2 M's" (2005)
- ILL BILL feat. Big Noyd - "Street Villains" (2006)
- Jedi Mind Tricks feat. ILL BILL - "Heavy Metal Kings" (2006 - Babygrande)
- MC Lars feat. ILL BILL - "The Dialogue" (2006)